# Мезьер, Луи д’Анжу
Луи д’Анжу (фр. Louis d'Anjou; ум. в мае 1489), бастард дю Мен — французский аристократ.

## Биография
Внебрачный сын Шарля Анжуйского, графа дю Мена. Был легитимирован в Амбуазе в мае 1468.
Рыцарь, барон и сеньор де Мезьер, Сен-Неоме, Пре, Сенше и Вилен-ла-Жюэ, сенешаль и губернатор Мена, королевский советник и камергер (1482).
Грамотой, данной в Пуатье 10 марта 1465, отец передал ему сеньорию Мезьер в Турени.
Был одним из исполнителей завещания своего брата Карла IV Анжуйского, графа Прованского, который 14 сентября 1475 по соглашению, подписанному в Ле-Мане, продал Луи за пять тысяч экю земли и сеньории Монмирай, Антон и Ла-Базош-Гуэ. Эти сеньории оспаривал Жак Люксембургский, сеньор де Ришбур, получивший их в дар от короля. Процесс тянулся до 2 сентября 1482, когда было заключено мировое соглашение.
В 1476 году Луи купил у Ардуэна, сеньора де Майе и де Рошкорбона, сеньорию Ферьер в Турени за две тысячи экю. В 1472, 1474 и 1477 годах получал королевский пенсион в 1500 ливров. Составил завещание в 1488 году и умер в мае 1489.

## Семья
Жена (26.11.1474): Анн де Латремуй, дочь Луи I де Латремуя и Маргерит д'Амбуаз. Вторым браком вышла за Гийома де Рошфора, сеньора де Плёво, канцлера Франции, третьим в 1494-м за Жака де Рошешуара, сеньора де Шарру
Дети:
- Анн (р. 9.03.1478)
- Рене (р. 16.06.1480). Муж (контракт 25.01.1493): Франсуа де Понвиль, виконт де Рошешуар
- Луи (23.10.1482, ум. юным)
- Рене (5.10.1483—1521). Жена: Антуанетта де Шабанн (ум. 1527), дама де Сен-Фаржо и де Пюизе, дочь Жана IV де Шабанна, графа де Даммартена, и Сюзанны де Бурбон-Руссильон